# Oreneta dorsiblanca
L'oreneta dorsiblanca (Cheramoeca leucosterna) és una espècie d'ocell de la família dels hirundínids (Hirundinidae) i únic membre del gènere Cheramoeca. És endèmica d'Austràlia. El seu hàbitat natural principal són els matollars secs tropicals i subtropicals (secs o inundables), la vegetació arbustiva de tipus mediterrani, les praderies temperades i els cursos d'aigua. El seu estat de conservació es considera de risc mínim.